# Ilyas Chouaref
Ilyas Chouaref (Châteauroux, 2000. december 12. –) francia korosztályos válogatott labdarúgó, a svájci Sion csatára.

## Pályafutása

### Klubcsapatokban
Chouaref a franciaországi Châteauroux városában született. Az ifjúsági pályafutását a helyi Châteauroux akadémiájánál kezdte.
2017-ben mutatkozott be a Châteauroux tartalék, majd 2018-ban a másodosztályban szereplő felnőtt csapatában. 2022. július 1-jén négyéves szerződést kötött a svájci első osztályban érdekelt Sion együttesével. Először a 2022. július 17-ei, Lugano ellen 3–2-re megnyert mérkőzés 70. percében, Cleilton Itaitinga cseréjeként lépett pályára. Első gólját 2022. szeptember 10-én, a St. Gallen ellen idegenben 2–1-es győzelemmel zárult találkozón szerezte meg.

### A válogatottban
Chouaref 2019-ben debütált a francia U19-es válogatottban. Először a 2019. február 13-ai, Olaszország ellen 2–1-re elvesztett barátságos mérkőzés 76. percében, Maxence Caqueretet váltva lépett pályára.

## Statisztika
2024. augusztus 31. szerint.

| Klub        | Szezon   | Bajnokság              | Bajnokság | Bajnokság | Kupa  | Kupa  | Nemzetközi | Nemzetközi | Összesen | Összesen |
| Klub        | Szezon   | Bajnokság              | Mérk.     | Gólok     | Mérk. | Gólok | Mérk.      | Gólok      | Mérk.    | Gólok    |
| ----------- | -------- | ---------------------- | --------- | --------- | ----- | ----- | ---------- | ---------- | -------- | -------- |
| Châteauroux | 2018–19  | Ligue 2                | 11        | 1         | 0     | 0     | —          | —          | 11       | 1        |
| Châteauroux | 2019–20  | Ligue 2                | 22        | 2         | 1     | 0     | —          | —          | 23       | 2        |
| Châteauroux | 2020–21  | Ligue 2                | 34        | 1         | 1     | 0     | —          | —          | 35       | 1        |
| Châteauroux | 2021–22  | National               | 6         | 0         | 0     | 0     | —          | —          | 6        | 0        |
| Sion        | 2022–23  | Swiss Super League     | 34        | 1         | 4     | 1     | —          | —          | 38       | 2        |
| Sion        | 2023–24  | Swiss Challenge League | 35        | 6         | 3     | 1     | —          | —          | 38       | 7        |
| Sion        | 2024–25  | Swiss Super League     | 6         | 2         | 0     | 0     | —          | —          | 6        | 2        |
| Összesen    | Összesen | Összesen               | 148       | 13        | 9     | 2     | 0          | 0          | 157      | 15       |

## Sikerei, díjai
Sion
- Swiss Challenge League
  - Feljutó (1): 2023–24